# RTV de Zwaluwen
RTV de Zwaluwen is een wielervereniging in Doetinchem. De vereniging is 20 september 1949 opgericht te Doetinchem. De wielervereniging maakte vooral faam in de jaren 70 en 80 van de vorige eeuw. Onder meer Erik Breukink begon ooit zijn wielercarrière voor de wielervereniging. Maar ook Roy Schuiten, Frits Schür en Gerrit Scheffer reden tijdens hun gloriejaren in het Zwaluwenshirt.
In de eerste jaren van de 21e eeuw reden de gebroeders Thom en Frank van Dulmen in de kleuren van de Zwaluwen. Thom van Dulmen werd later nog 2 maal Nederlands Kampioen Tijdrijden bij de Beloften. Francis Keizer zorgde voor de nodige Nederlandse titels in de vrouwencategorie, en dan met name in het veld. De laatste jaren zijn het Koen Bouwman en Joris Nieuwenhuis die RTV de Zwaluwen weer op de kaart zetten. Sinds 2014 rijdt ook Jelle Nijdam in de kleuren van RTV de Zwaluwen. In de nabije toekomst hoopt de vereniging zich elders in Doetinchem te kunnen vestigen om verder te kunnen groeien.